# Tỷ giá hối đoái cố định

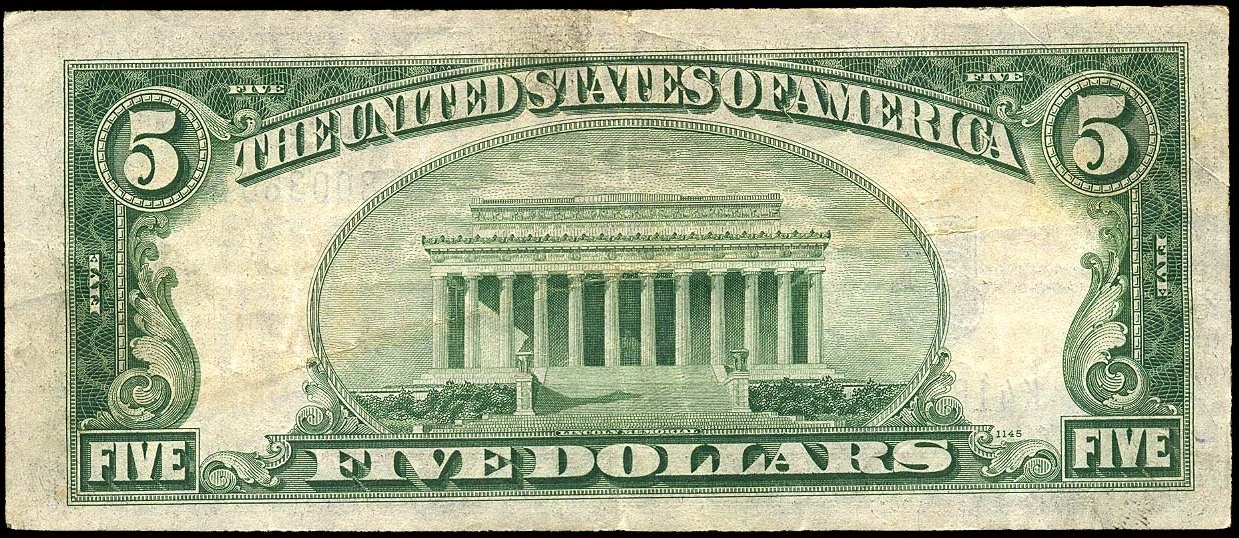
Ví dụ về giá trị của đồng đô la mỹ khi quy đổi sang một đồng tiền khác với tỉ giá đối hoái cố định

Tỷ giá hối đoái cố định (TGHĐCĐ) là tỷ giá hối đoái mà được giữ cố định trong một thời gian dài với biên độ dao động nhỏ ở mức cho phép. Thông thường, đồng nội tệ sẽ được xác định TGHDCD với một đồng ngoại tệ mạnh (USA,GBP.JPY,UREO,CAD.....) hoặc với vàng và được giữ cố định trong một khoảng thời gian dài

## Sự can thiệp của ngân hàng trung ương (NHTW)
- NHTW sẽ can thiệp để giữ cho tỷ giá ổn định bằng cách bán ngoại tệ ra khi tỷ giá tăng và mua ngoại tệ vào khi tỷ giá giảm để kéo giá ngoại tệ lên

## Ưu điểm
- Ổn định tỷ giá, ôn định kinh tế vĩ mô
- Do ôn định tỷ giá nên hoạt động kinh doanh và đầu tư nước ngoài được thúc đẩy
- Tăng tính hợp tác trong thương mại giữa các quốc gia
- Tạo tính kỷ luật cho các chính sách kinh tế vĩ mô

## Nhược điểm
- Tạo ra sự chênh lệch giữa tỷ giá thực và tỷ giá danh nghĩa
- Làm sai lệch các tính toán
- Tạo ra tỷ giá chợ đen
- NHTW phải có một lượng ngoại tế đủ lớn để duy trì tỷ giá và phải thường xuyên giám sát sự biến động của tỷ giá đặc biệt khi có các bất ổn kinh tế - chính trị trên thế giới
- Ảnh hưởng mạnh bởi cú sốc giá và sự thay đổi tỷ giá của các đồng ngoại tệ